# Бой у Лонато 31 июля 1796 года
Бой у Лонато (ит. Lonato del Garda) или первый Лонато — бой между австрийской бригадой генерал-майора Отта и дивизиями французской армии генерала Бонапарта, произошедший 31 июля 1796 года во время первой попытки деблокады Мантуи в Итальянскую кампанию 1796 - 97 г.г. во эпоху французских революционных войн.

## Перед боем
В конце июля австрийская армия выступила из Тренто с целью деблокировать осажденную крепость Мантуя. В то время как основная армия под командованием фельдмаршала Дагоберта фон Вурмзера двинулась на юг вниз по долине реки Адидже к востоку от озера Гарда, правая колонна под командованием фельдмаршал-лейтенанта Квоздановича нанесла удар к западу от озера Гарда. Этот 18-тысячный корпус состоял из четырех смешанных (кавалерийская и пехотная) бригад под командованием генерал-майоров Отта, принца Ройсс-Плауэна, Очкая и Спорка. Впереди правой колонны шли два авангарда во главе с полковниками маркизом де Лузиньяном и Иоганном фон Кленау.
Бонапарт не верил, что крупные австрийские силы способны действовать в горах к западу от озера Гарда. Следовательно, только 4500 человек дивизии генерала Пьера Франсуа Соре защищали этот район с гарнизонами в Сало на западном берегу озера, Гавардо на реке Кьезе, к западу от Сало, и Дезенцано-дель- Гарда в юго-западной части озера. В Брешии стояли всего три пехотные роты.
29 июля бригада Отта атаковала Сало, в то время как бригада Очкая двинулась против Гавардо. Бригадый генерал Руска, предупрежденный о приближении австрийцев, но проигнорировавший эту информацию, был застигнут врасплох. Французский генерал отступил в Дезенцано после ожесточенного боя, в котором австрийцы захватили 500 пленных и две пушки. В Сало 400 человек бригадного генерала Жана Жозефа Гие  укрылись в Палаццо Мартиненго, где они были заблокированы солдатами Очкая.
Получив донесение о том, что Брешия не прикрыта французскими войсками, авангард Кленау двинулся ночью к городу и на следующее утро, 30 июля, под покровом тумана внезапно захватил Брешию. Австрийцы захватили 2 600 пленных, в том числе 2000 - в госпиталях. Среди пленных были полковники Жан Ланн, Иоахим Мюрат и Франсуа Этьен де Келлерманн. Квозданович вскоре подошел в Брешию с бригадами Ройсс-Плауэна и Спорка.
Этой ночью Бонапарт решил отказаться от осады Мантуи и сосредоточить свои основные силы против Квоздановича, в то время как вспомогательные силы сдерживали наступление Вурмзера.

## Бой
Ранним утром генерал-майор Отт начал наступать на Лонато. Как только он достиг Сан Марко, то слева отбросил вражеские аванпосты, расположенные на высотах, и этим достиг фланга французской позиции. Затем с авангардом быстро атаковал позицию и одновременно послал полковника графа Сен-Жюльена с батальоном, чтобы  занять высоты справа и поддержать удар авангарда. Французы были выдавлены из города, и австрийские гусары преследовали их по гребню холмов на восток.
В это время  авангарды дивизий Деспинуа и Массены подошли в область между Лонато и Дезенцано. Бонапарт приказал, чтобы Даллемань немедленно вернул Лонато. Австрийские гусары, не знавшие о приближении главных сил противника, натолкнулись на две французские батареи, расставленные по высотам в Дезенцано, которые несколькими выстрелами ядер и картечи заставили гусар отступить. Немедленно бригады Даллеманя и Рампона атаковали Лонато в нескольких колоннах. Сам Бонапарт командовал боем.
Австрийцы отчаянно оборонялись на улицах городка против превосходящих сил противника, но, окруженные с обоих флангов (французы продвинули большую колонну пехоты, а также кавалерии между Лонато и Монтикьяри), оставив прикрывающий арьергард в засаде у последней заставы города, были вынуждены оставить Лонато. За Лонато Отт развернул бригаду на равнине между Сан Марко и Понте Сан Марко и в течение трех часов несколько раз отражал преследующих французов, пока, наконец, вечером не вошел в лагерь Понте Сан Марко на левом берегу Кьезе, куда в течение ночи также подошел корпус Квоздановича, и было продолжено дальнейшее отступление в ущелья гор.

## Результаты
Оставив подполковника Антона Фогеля с двумя батальонами удерживать Брешию, Квозданович продвинулся с Ройссом, Спорком, Кленау и Лузиньяном из Брешии на юго-восток. Он прибыл в Монтикьяри, к югу от Лонато, в середине утра 31 июля и провел там большую часть дня. В тот же вечер он двинулся на Понте Сан Марко, чтобы присоединиться к Отту, оставив Кленау в Монтикьяри.
Также 31 июля Соре двинулся к Сало и победил Очкая в решающем бою. Австрийцы отступили к Гавардо. Спасая Гие и его людей, Соре вернулся в Дезенцано, где встретился с Массеной и Деспинуа.